# Друзі по сексу
«Друзі по сексу» (англ. Friends with Benefits, в оригіналі «Друзі з привілеями») — американська молодіжна комедія 2011 про те, як непросто знайти схожу на тебе другу половину, і як втримати стосунки, коли створені всі умови для їх розвитку. Режисер картини — Вілл Глак. У головних ролях — молоді голлівудські актори Джастін Тімберлейк та Міла Куніс. Прем'єра в США пройшла 22 липня 2011.

## Сюжет
Головні герої — молода пара, і у них різні думки про взаємини.
Джеймі працює в кадровому агентстві. Вона красива і чарівна дівчина, запрошення позалицятися від потенційних кавалерів могли б сипатися як сніг на голову, якби тільки вона змінила своє ставлення до знайомств. Їй здається, що відносини з зобов'язаннями — це ціла проблема. Дівчина настільки нею перейнялася, що у неї виникла справжня фобія.
Ділан — привабливий хлопець з хорошою спортивною фігурою, мрія будь-якої дівчини. Але чомусь він викликає тільки сексуальний апетит, і більшість представниць протилежної статі, що його оточують, бачать в ньому лише об'єкт бажань. А він просто втомився від таких жінок, йому хочеться, щоб його сприймали інакше.
Джеймі, бувши подругою Ділана, вже готова розлучитися зі своїми стереотипами, які тепер здаються надуманими. Завдяки цій зустрічі, молодим людям надані всі необхідні умови для роману, адже вони так підходять один одному.

## У ролях
- Джастін Тімберлейк — Ділан Гарпер (Dylan Harper)
- Міла Куніс — Джеймі Релліс (Jamie Rellis)
- Вуді Гаррельсон — Томмі (Tommy)
- Дженна Ельфман — Енні Гарпер (Annie Harper)
- Патрісія Кларксон — Лорна (Lorna)
- Річард Дженкінс — пан Гарпер (Mr. Harper)
- Нолан Гулд — Семмі (Sammy)
- Браян Грінберг — Паркер (Parker)
- Емма Стоун — Кайла (Kayla)
- Енді Семберг — Квінсі (Quincy)
- Масі Ока — Дерін Артуро Морена (Darin Arturo Morena)
- Шон Вайт — камео
- Джейсон Сіґел — Брайс (Bryce)
- Рашида Джонс — Медісон (Madison)
- Лілі Мірожнік — Лора (Laura)
- Анжеліка Кебрал — Пем Ніборські (Pam Niborski)